# Sebastião Miranda da Silva Filho
Sebastião Miranda da Silva Filho,  známý jako Mirandinha, (* 26. února 1952 Bebedouro) je bývalý brazilský fotbalista, útočník. 

## Fotbalová kariéra
Hrál v Brazílii v týmech América Rio Preto, SC Corinthians Paulista a São Paulo FC, se kterým v roce 1977 vyhrál brazilskou ligu. Dále hrál v NASL za Tampa Bay Rowdies a Memphis Rogues a v Mexiku za Tigres UANL. Po návratu do Brazílie hrál za Atlético Clube Goianiense. Kariéru zakončil v nižších brazilských soutěžích v týmech EC Taubaté, ABC FC, Independente Limeira, Clube de Regatas Guará, Ginasio Pinhalense, União Mogi das Cruzes a CA Douradense. V Poháru osvoboditelů nastoupil ve 14 utkáních a dal 5 gólů. Za brazilskou fotbalovou reprezentaci nastoupil v roce 1974 v 6 utkáních. Byl členem brazilské reprezentace na Mistrovství světa ve fotbale 1974, nastoupil ve 4 utkáních. 

## Ligová bilance
| Ročník                               | Zápasy | Góly | Klub                      |
| ------------------------------------ | ------ | ---- | ------------------------- |
| Campeonato Brasileiro Série A 1970   | -      | -    | SC Corinthians Paulista   |
| Campeonato Brasileiro Série A 1971   | 25     | 11   | SC Corinthians Paulista   |
| Campeonato Brasileiro Série A 1972   | 21     | 3    | SC Corinthians Paulista   |
| Campeonato Brasileiro Série A 1973   | -      | -    | SC Corinthians Paulista   |
| Campeonato Brasileiro Série A 1973   | 30     | 20   | São Paulo FC              |
| Campeonato Brasileiro Série A 1974   | 7      | 5    | São Paulo FC              |
| Campeonato Brasileiro Série A 1975   | -      | -    | São Paulo FC              |
| Campeonato Brasileiro Série A 1976   | -      | -    | São Paulo FC              |
| Campeonato Brasileiro Série A 1977   | 10     | 2    | São Paulo FC              |
| Campeonato Brasileiro Série A 1978   | 11     | 4    | São Paulo FC              |
| North American Soccer League 1978    | 14     | 1    | Tampa Bay Rowdies         |
| North American Soccer League 1979    | 6      | 2    | Tampa Bay Rowdies         |
| North American Soccer League 1979    | 12     | 5    | Memphis Rogues            |
| 1. mexická liga 1979/1980            | 9      | 0    | Tigres UANL               |
| Campeonato Brasileiro Série A 1980   | -      | -    | Atlético Clube Goianiense |
| CELKEM Campeonato Brasileiro Série A | -      | -    |                           |
| CELKEM North American Soccer League  | 29     | 3    |                           |